# Buckfastbij
De buckfastbij is een kruising van verschillende ondersoorten van de Europese honingbij (Apis mellifera). Het is een door de mens gemaakte ondersoort, ontwikkeld door Karl Kehrle, ook bekend onder de naam Broeder Adam. Kehre was vanaf 1915 werkzaam bij de imkerij van de Abdij van Buckfast in Devon in Engeland, als hoofdimker vanaf 1919.
Zowel in Buckfast als elders in Europa wordt de buckfastbij nog steeds gefokt.
De stam aan de basis van de buckfastbij ontstond in 1917, de eerste kruising was koningin van de Italiaanse bij (Apis mellifera ligustica) x dar van de inheemse donkere bij (Apis mellifera mellifera).

## Oorsprong
In de eerste decennia van de twintigste eeuw gingen in Groot-Brittannië bijenpopulaties massaal ten onder aan de parasitaire tracheeënmijt (Acarapis woodi Rennie).

In 1916 bleven op de abdij slechts enkele bijenkolonies leven. Dit waren allen kolonies met vreemde koninginnen of afstammelingen ervan. Eén kolonie viel op vanwege de sterke haaldrift. Dit was een kruising van de lokale Engelse bij (Europese donkere bij: A. m. mellifera).
Kehrle besloot meer Italiaanse koninginnen te importeren en daarmee te gaan fokken. Hiermee begon de ontwikkeling van de buckfastbij.
De buckfastbij is voornamelijk opgebouwd uit A. m. ligustica (Noord-Italië), A. m. mellifera (Engeland), A. m. mellifera (Frankrijk), A. m. anatoliaca (Armeens) A. m.  cecropia (Grieks). De buckfastbij heeft tegenwoordig nog genen van twee zeldzame Afrikaanse honingbijensoorten: A. m. sahariensis en de A. m. monticola. De buckfastbij is niet gekruist met de Apis mellifera scutellata die in Brazilië in de jaren vijftig van de twintigste eeuw de zogenaamde geafrikaniseerde honingbij (ook wel "killer bee") vormde door met de daar aanwezige Europese honingbij te paren.